# Ivesia mutabilis
Ivesia mutabilis là loài thực vật có hoa trong họ Hoa hồng. Loài này được (Brandegee) Rydb. mô tả khoa học đầu tiên năm 1908.